# Абрамович, Елена
Елена Абрамович (бел. Алена Абрамовіч, род. 18 июля 1981, Минск, Белорусская ССР) — белорусская гандболистка, игравшая на позиции вратаря. Выступала за национальную сборную Беларуси (2002—2014).

## Карьера
Впервые за национальную сборную Беларуси Елена Абрамович выступила на Чемпионате Европы по гандболу среди женщин 2002 года в Дании. В июне 2014 года Елена заявила о завершении выступлений за сборную, сравнявшись по количеству матчей с Олесей Курченковой и Натальей Петраковой (93 игры).